# Успеновка (Кураховская городская община)
Успе́новка (укр. Успенівка) — село на Украине, находится в Покровском районе Донецкой области.
Код КОАТУУ — 1423388501. Население по переписи 2001 года составляет 507 человек. Телефонный код — 6278.

## Адрес местного совета
85650, Донецкая область, Марьинский р-н, с. Успеновка, ул. Советская, 36а[обновить данные]